# 哈丽雅特·霍金斯
哈丽雅特·霍金斯 FRGS（1980年—）是一位英国文化地理学家，现任伦敦皇家霍洛威学院地理人文学教授。与Veronica Della Dora共同创立地理人文学中心。她曾担任2021年英国研究卓越框架地理与环境研究专家小组成员。2016年，她获得菲利普·利弗休姆奖和英国皇家地理学会Gill纪念奖。2019年，她获得为期五年的欧洲研究理事会资助（“地平线2020”项目）。她曾任英国皇家地理学会社会与文化地理研究小组主席。

## 生涯
霍金斯的研究聚焦于地理人文学领域，该领域位于地理学与艺术及人文学科交叉处。她实证性地探索艺术作品与艺术世界的地理。
她在诺丁汉大学获得地理学一等荣誉文学士（获地理学院奖和Edwards奖）、景观与文化硕士和以“艺术与垃圾的地理学”为题的哲学博士学位（由英国艺术与人文研究理事会资助，Stephen Daniels指导）。离开诺丁汉后，她曾在埃克塞特大学和阿伯里斯特威斯大学担任研究员，并在布里斯托大学任讲师，2012年加入伦敦皇家霍洛威学院，2016年晋升为教授。
在霍洛威学院，她与Veronica Della Dora共同创立地理人文学中心。该中心连接了艺术与人文学者、地理学家及创意和文化领域从业者，鼓励以艺术与人文视角探讨具有地理共鸣的议题，如空间、地方、景观与环境。中心成员包括Felix Driver、Robert Hampson、Julian Johnson和Jo Shapcott等。
2019年至2023年，她担任Technē AHRC博士培训合作项目主任，每年为伦敦及英格兰东南部九所学术机构的博士生提供60个奖学金，与历史皇家宫殿、当代艺术学院、国家剧院和维多利亚与阿尔伯特博物馆等机构合作。
她还是期刊《Cultural Geographies》的主编和《GeoHumanities》的创刊副主编。她曾任英国皇家地理学会社会与文化地理研究小组主席，现为英国研究与创新未来领袖奖学金评审小组主席。2021年被任命为英国研究卓越框架地理与环境研究专家小组成员。
她曾在16个国家发表70余场受邀讲座、主旨报告和大会发言，并在9个国家审查35篇博士论文。2019年4月，她在美国地理学家协会年会上发表《Going Underground: Creating Subterranean Imaginations》年度讲座。2020年7月，她将作为澳大利亚地理学家协会年会全体会议发言人。2023年，她在斯坦福大学发表Raymond F. West纪念讲座《Imagine! Creating Earth Futures?》，并参与《Philosophy Talk》播客/广播节目现场录制。
2019年12月，霍金斯作为24国2453名申请者中的301人之一，获得欧洲研究理事会为期五年的整合者资助（Horizon 2020项目），项目为“Thinking Deep – Novel creative approaches to the underground”，资金高达200万欧元。2024年，她又获得欧洲研究理事会“概念验证”资助。

## 荣誉与奖项
- 欧洲研究理事会整合者资助，“Thinking Deep – Novel creative approaches to the underground”（2020–2025年）[28]
- 斯坦福大学Raymond F. West纪念讲座《Imagine! Creating Earth Futures?》（2023年）[29]
- 《Cultural Geographies》年度讲座《Going Underground: Creating Subterranean Imaginations》（2019年）[30]
- 英国皇家地理学会社会与文化地理研究小组主席（2016–2019年）[20]
- 英国艺术与人文研究理事会领导力奖学金（2016–2018年）[31]
- 菲利普·利弗休姆奖（2016年）[32]
- 英国皇家地理学会Gill纪念奖（2016年）[33]
- 《Progress in Human Geography》年度最佳论文奖：“Geography and Art. An Expanding Field: Site, The Body and Practice”（2013年）[34]
- 英国皇家地理学会会士（2007年）[31]

## 主要著作
自2009年以来，霍金斯发表了80余篇同行评议成果，包括：

### 专著
- 《Geography, Art, Research: Artistic Research in the GeoHumanities》（Routledge 2020年），ISBN 0367558351
- 《Geographies of Making, Craft and Creativity》（与Laura Price合编，Routledge 2018年），ISBN 1315296918
- 《Creativity》（Routledge 2016年），ISBN 1317604938
- 《Geographical Aesthetics: Imagining Space, Staging Encounters》（与Elizabeth Straughan合编，Ashgate 2015年），ISBN 1409448010
- 《For Creative Geographies: Geography, Visual Arts and the Making of Worlds》（Routledge 2013年），ISBN 1135139679

### 期刊论文
- “Underground imaginations, environmental crisis and subterranean cultural geographies.” 《Cultural Geographies》（2020年）
- “(W)holes – Volume, Horizon, Surface – Three intimate geologies.” 《Emotion, Space and Society》（2019年）
- “Geography's creative (re)turn: Toward a critical framework.” 《Progress in Human Geography》（2018年）
- “To talk of turns. Three cross-disciplinary provocations for creative turns.” 《Journal of Contemporary Archaeology》（2018年）
- “Creative geographic methods: knowing, representing, intervening. On composing place and page.” 《Cultural Geographies》（2015年）
- “Geography and art. An expanding field: Site, the body and practice.” 《Progress in Human Geography》（2013年）
- “Dialogues and doings: Sketching the relationships between geography and art.” 《Geography Compass》（2011年）
- “‘The argument of the eye’? The cultural geographies of installation art.” 《Cultural Geographies》（2010年）